# La cena de Emaús (La mulata)
La cena de Emaús, también conocido como La mulata y Escena de cocina con la cena de Emaús, es un cuadro atribuido a Velázquez que lo habría pintado en su primera etapa sevillana, antes de 1623. La crítica no se muestra de acuerdo en la fecha de su ejecución, que algunos llevan a 1617-1618, siendo en ese caso una de las primeras obras conocidas del pintor, en tanto otros prefieren retrasarla a 1620-1622. Se encuentra desde 1987 en la Galería Nacional de Irlanda en Dublín, donde ingresó por legado de Alfred Beit junto con otras 16 importantes obras, procedentes de su mansión Russborough House.

## Descripción
El cuadro presenta a una muchacha de tez oscura y cofia blanca situada tras una mesa de cocina que corta la figura de medio cuerpo. Con su mano izquierda coge un jarro de cerámica vidriada, quedando sobre la mesa otros cacharros de loza y bronce, entre ellos un almirez con su mano y un ajo. En la pared del fondo un cesto de mimbre cuelga de una escarpia con una servilleta blanca. Estos elementos propios de la pintura de bodegón han llevado a relacionar este cuadro con uno de los «bodegoncillos» descritos por Antonio Palomino entre las obras tempranas de Velázquez:

Igual a esta es otra, donde se ve un tablero, que sirve de mesa, con un anafe, y encima una olla hirviendo, y tapada con una escudilla, que se ve la lumbre, las llamas, y centellas vivamente, un perolillo estañado, una alcarraza, unos platos, y unas escudillas, un jarro vidriado, un almirez con su mano, y una cabeza de ajos junto a él; y en el muro se divisa colgada de una escarpia una esportilla con un trapo, y otras baratijas; y por guarda de esto un muchacho con una jarra en la mano, y en la cabeza una escofieta, con que representa con su villanísimo traje un sujeto muy ridículo, y gracioso.

Las diferencias entre esta descripción y el cuadro de Dublín afectan tanto a la olla hirviendo y la lumbre, lo que se ha tratado de explicar por el recorte que sufrió el lienzo en su parte izquierda, como a la persona que sirve, para Palomino un muchacho con cofia «muy ridículo» y en el cuadro de Dublín una sirvienta, aunque Martín S. Soria y José López-Rey piensan que pudiera tratarse de un joven.
En 1933 al procederse a una limpieza se descubrió bajo un amplio repinte del fondo una ventana a través de la cual se ve a Cristo bendiciendo el pan y a un hombre barbado a su izquierda, faltando un segundo discípulo del que sólo queda una mano, dado el recorte sufrido por el lienzo en esta parte. La escena así representada, la Cena de Emaús según el relato de Lucas, 24, 13-35, transforma el bodegón de cocina en «bodegón a lo divino», haciendo de un género despreciado por los teóricos a causa de la bajeza de sus asuntos una obra digna de mayor respeto, a la vez que dignifica a la propia sirvienta, al entenderse la aparición de Jesús resucitado a los discípulos de Emaús como una muestra de su presencia entre la gente común. A este respecto Julián Gállego recuerda la célebre afirmación de santa Teresa: «También Dios anda entre los pucheros».
La ventana del fondo con la escena sagrada, recurso empleado también en Cristo en casa de Marta y María, ha hecho que se hable de un «cuadro dentro del cuadro» o de un espejo, como el que mucho más tarde empleará en Las meninas, si bien el dibujo de la contraventana evidencia, de una forma más clara que en el Cristo en casa de Marta y María, que se trata de una abertura en el muro que comunica la cocina con una estancia situada tras ella.

## Historia crítica

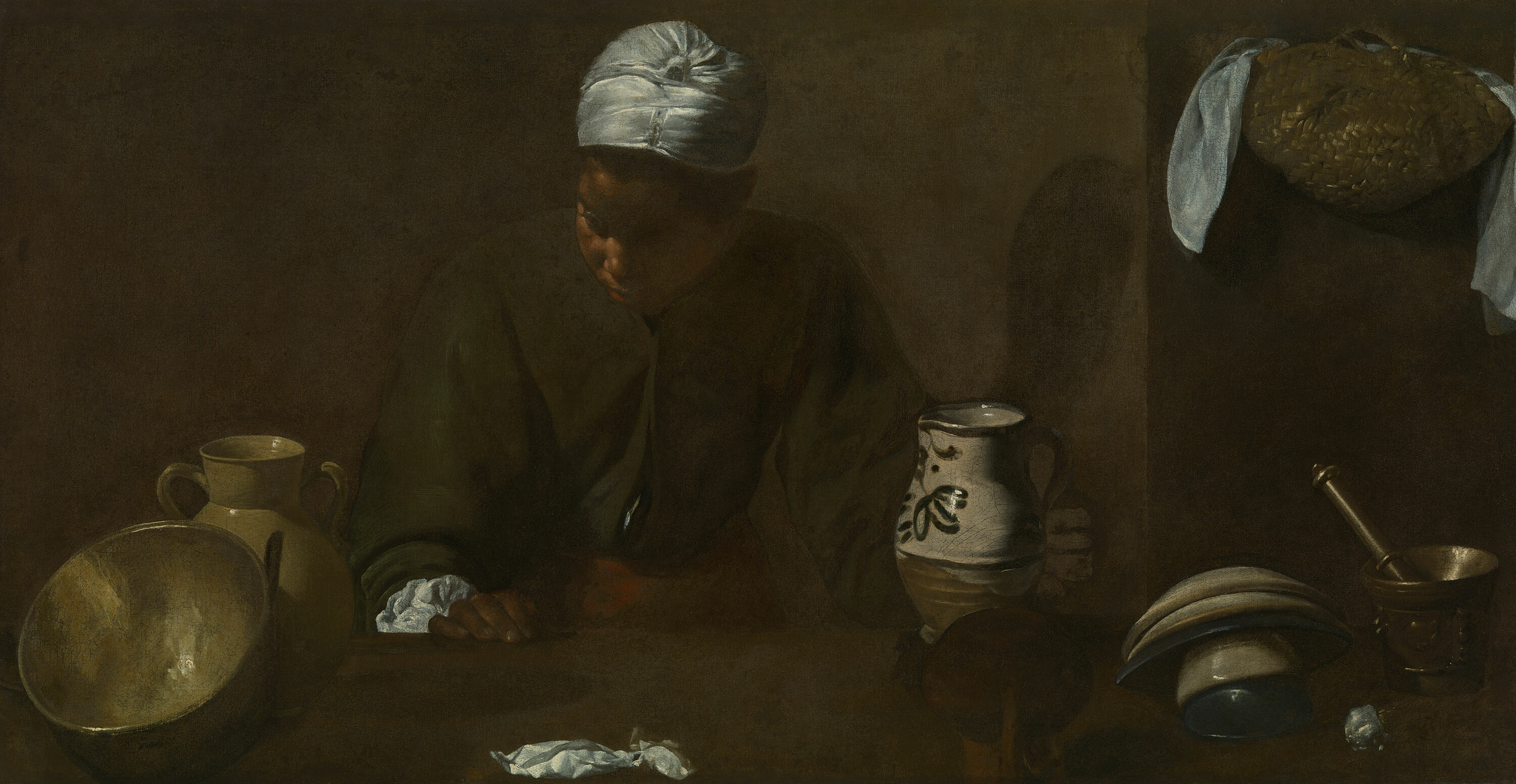
La mulata, Instituto de Arte de Chicago.

Aureliano Beruete, que pudo ver el cuadro en la exposición de maestros españoles de Grafton Galleries en 1913, donde se exhibía prestado por Otto Beit como «atribuido» a Velázquez, fue el primero en publicarlo como original del pintor, por comparación con los Dos jóvenes a la mesa del Museo Wellington. Algo más tarde August L. Mayer presentó como la versión original pintada por Velázquez otro ejemplar de La mulata, entonces en la Galería Goudstikker de Ámsterdam (actualmente en el Instituto de Arte de Chicago), relegando la versión de Beit a la condición de copia o réplica, siendo seguido en esta apreciación por algunos otros críticos que juzgaban aquella obra como de mejor calidad. Tras la limpieza de 1933, que sacó a la luz la ventana del fondo, el propio Mayer rectificó su anterior opinión, admitiendo también la autografía de esta versión, criterio compartido de forma casi unánime por la crítica posterior.
La ausencia de datos sobre la materia pictórica eliminada tras la limpieza de 1933 impide conocer en qué momento se decidió borrar la ventana con la Cena de Emaús, inexistente en la versión de Chicago, y si no fue una decisión del propio Velázquez, que podría haberla eliminado a poco de completar el cuadro, lo que permitiría explicar la existencia de copias sin esa escena. Pero tampoco cabe descartar que la ventana, con la consiguiente sacralización del bodegón, fuese un añadido posterior a la concepción del cuadro y llevado a cabo quizá por mano ajena, duda apuntada por López-Rey, que considera imposible verificar la autoría velazqueña de esa parte del cuadro.